# Xufexufe
Le Xufexufe (ou rio Xufexufe) est un cours d'eau de Sao Tomé-et-Principe qui se jette dans l'océan Atlantique au sud-ouest de l'île de Sao Tomé, près de Sao Miguel, dans le district de Lembá.
Il doit sa notoriété à la présence de nombreux oiseaux, notamment de quatre espèces endémiques des forêts de basse altitude : Ibis de Sao Tomé, Long-bec de Bocage, Néospize de Sao Tomé et Pie-grièche de Sao Tomé.